# Bob Morane (bande dessinée)
Pour les articles homonymes, voir Bob Morane (homonymie).
Bob Morane est une série de bande dessinée belge créée par Henri Vernes (scénario, d’après ses romans et nouvelles) et Dino Attanasio (dessinateur), publiée à partir du 21 mai 1959 dans l'hebdomadaire belge Femmes d’Aujourd'hui et éditée en album de 1960 à 2012 (85 récits) par les Éditions Marabout, puis Dargaud, Le Lombard, Michel Deligne et Claude Lefrancq. Elle est poursuivie au dessin par Gérald Forton, William Vance et Coria.
Une tentative de relancer la série sous le titre Bob Morane - Renaissance, en la modernisant, est initiée entre 2015 et 2016 ; le scénario original, ne devant rien à Henri Vernes, est écrit par Luc Brunschwig et Aurélien Ducoudray, les dessins sont de Dimitri Armand et la série est publiée au Lombard.
Après l'échec de cette renaissance, la série est abandonnée par l’éditeur et reprise par Soleil Productions en 2019, avec Christophe Bec et Éric Corbeyran (scénario) et Paolo Grella (dessin), un nouvel album étant annoncé pour la fin de l'année 2020, puis pour septembre 2021 après prépublication dans L'Immanquable à partir de juin 2021.
Conçu au départ comme une sorte d’aventurier mi-justicier mi-barbouze, le personnage a évolué en un demi-siècle et vit désormais des aventures plus variées, du voyage exotique au récit d’espionnage ou de science-fiction.

## Personnages

### Bob Morane
Français au visage osseux, aux cheveux coupés en brosse et aux yeux gris, nyctalope, adroit au ju-jitsu et au maniement des armes, Robert Morane dit « Bob » est éternellement âgé de 33 ans. Aventurier qui pratique l’espionnage à l’occasion et ne craint pas de fréquenter un monde interlope, il a des relations dans les services secrets (comme l’espion américain Herbert Gains de la CIA ou l’agent aux dents d’or Roman Orgonetz), chez les représentants les plus colorés des militaires démobilisés et dans toutes les pègres du monde.
Bob Morane cultive aussi, avec une galanterie fleur bleue et une fidélité assez méritoire, un certain nombre d’amitiés féminines. Parmi celles-ci, les plus remarquables sont la journaliste Sophia Paramount, Tania Orloff, nièce de l’Ombre Jaune, et la capiteuse Miss Ylang-Ylang, chef omnipotente de l’Organisation Smog. La nature de ces relations est selon le cas bourrue, tendre ou condescendante, mais toujours platonique. Le grand amour de sa vie est Tania Orloff, mais ils s’aiment à la manière de Roméo et Juliette, représentants résignés de deux clans rivaux.

### Bill Ballantine
Bill Ballantine, géant roux à la faconde argotique, est l’ami infatigable de Bob Morane. Figé lui aussi à l’âge de 34 ans, il est éleveur de poulets en Écosse et grand amateur du whisky ZAT 77. Ce fidèle second, costaud, grognon et tonique, surnomme son illustre compagnon « commandant » en référence à une mission commune lors de la Seconde Guerre mondiale, à laquelle il est de moins en moins fait allusion à mesure que les années passent, en dépit de quoi le surnom perdure.

### L'Ombre Jaune
Ennemi juré de Bob Morane, il se fait connaître sous l'identité de Monsieur Ming. Il se veut d'ailleurs le descendant de la dynastie Ming. Il s'est surnommé lui-même « Ombre Jaune » prétendument parce que, à son combat implacable dans l'ombre, succédera le jaune de la lumière. Extrêmement riche, il est à la tête d'une organisation tentaculaire, le Shin-tan, composée de mercenaires fanatiques et terrifiants, les dacoïts (tueurs aborigènes surdoués du couteau) et les thugs (étrangleurs indiens de grand talent). L'Ombre Jaune a créé de nombreux clones de lui-même, destinés à lui succéder successivement, en cas de mort violente, par le biais d'un appareil de conservation et de régénération appelé le Duplicateur.

### Miss Ylang-Ylang
Miss Ylang-Ylang est le chef du SMOG, une organisation internationale de mercenaires et de bandits. D'une beauté à la fois parfaite et inquiétante, personne ne connaît son véritable nom et on l'a surnommée « Ylang-Ylang » à cause de son parfum favori. Elle est fascinée par Bob Morane, ce qui lui vaudra quelques ennuis. Réciproquement, Bob Morane est secrètement attiré par elle.

### Tania Orloff
Tatyana (dite Tania) Orloff est la nièce de l'Ombre Jaune, très vaguement associée aux activités louches de son oncle, elle trouve toujours le moyen, au moment le plus catastrophique, de sauver Bob Morane des griffes de l'Ombre Jaune sans que ce dernier ne sache que sa nièce joue double jeu.

### Sophia Paramount
Sophia Paramount, journaliste au Chronicle de Londres, est une amie et une alliée de Bob Morane dans la lutte contre l'Ombre Jaune.

## Historique éditorial
Bob Morane est une série de romans et nouvelles créée en 1953 par le romancier belge Henri Vernes. En 1959, l'hebdomadaire belge Femmes d’Aujourd'hui, qui publie quelques pages de bande dessinée chaque semaine, demande à Henri Vernes une histoire en bande dessinée de Bob Morane : « C’est Femmes d’Aujourd’hui, un hebdomadaire féminin, qui m’a demandé d’en faire. J’ai dit : pourquoi pas ? Et j’en ai fait, c’est tout »,.

### La première série
Vernes écrit alors le scénario de L’Oiseau de feu, dont le dessin est tout naturellement confié à Dino Attanasio qui réalisait déjà depuis l'origine en 1953 les illustrations intérieures des romans publiés aux éditions Marabout (les couvertures étant dessinées par Pierre Joubert), qui continuera jusqu'en 1962.
Dessinateur au style humoristique, Attanasio a du mal à s'imposer comme auteur réaliste, ce qui engendre des tensions croissantes avec Henri Vernes, lequel a déclaré qu'Attanasio est le seul dessinateur de Bob Morane avec qui il a rencontré des difficultés : « J’envoie mes scénarios aux dessinateurs et je découvre leurs travaux à la sortie de l’album. Excepté avec Attanasio, je n’ai jamais rien eu à dire ». Les deux hommes décident de mettre un terme à leur collaboration en 1962 après la réalisation de l'épisode Le Collier de Çiva.
Gérald Forton, qui réalisait également certaines illustrations intérieures des romans, reprend le dessin de la série en 1962 avec l'épisode La Piste de l’ivoire.
En 1967, en pleine publication de l'épisode Les loups sont sur la piste dans Femmes d’Aujourd'hui, Gérald Forton disparaît alors que l'hebdomadaire attend les deux dernières planches de l'épisode en cours. Selon Henri Vernes, version qui a longtemps été officiellement colportée, le dessinateur aurait quitté la Belgique, pour des « raisons personnelles », du jour au lendemain. Selon Gérald Forton, après quatorze années passées en Belgique, il souhaitait rentrer en France, le climat belge ne lui permettant pas d'élever ses chevaux dans de bonnes conditions, ce dont il avait averti la rédaction du magazine en demandant d'interrompre la publication de l'épisode en cours pendant deux semaines, le temps de s'installer en France, ce qui lui a été refusé. Forton rentre donc malgré tout en France pour s'installer dans un ranch à Montaigu-de-Quercy et abandonne Bob Morane,.
La rédaction de Femmes d’Aujourd'hui lance alors un appel pour trouver un remplaçant capable de reprendre au pied-levé l'épisode en cours. Un professionnel de la publicité va faire passer ce message à William Vance, auquel il a régulièrement commandé des illustrations. Vance, qui connaît bien l'univers de Bob Morane puisqu'il a été l'assistant de Dino Attanasio qu'il a assisté pour les crayonnés et l'encrage des décors de l'épisode Le Collier de Çiva, accepte de reprendre le dessin des deux dernières planches de l'épisode en cours dans le style de Forton. Entièrement satisfaits, la rédaction du magazine et Henri Vernes demandent à William Vance de reprendre le dessin de la série, ce que celui-ci accepte à condition de pouvoir s'éloigner du style de Forton pour dessiner la série selon son style propre, ce qui lui est accordé.

### La seconde série
Le 22 mai 1968, la parution de l'épisode Les Contrebandiers de l’atome débute dans l'hebdomadaire, dessinée par William Vance qui poursuivra la série jusqu'en 1979. Désireux de se consacrer à d'autres travaux, notamment sa série Bruce J. Hawker, William Vance abandonne Bob Morane après l'épisode L’Empereur de Macao.
L'éditeur de la série, Le Lombard propose à Coria, beau-frère de William Vance (il est le frère de son épouse Petra) et son assistant sur Bob Morane depuis de nombreuses années, de reprendre le dessin de la série, ce que Henri Vernes accepte même s'il n'apprécie pas vraiment le trait de celui-ci : « Au début, ce n’était pas bien, puis il s’est un peu amélioré. Mais je dois reconnaître que son dessin est peu raide ». Le premier épisode dessiné par Coria, Opération Wolf est publié dans Tintin dès 1979, peu de temps après la fin de la publication de L’Empereur de Macao. Coria dessinera la série jusqu'en 2012, date à laquelle Arnaud de la Croix, directeur éditorial des éditions du Lombard, décide de mettre fin à la série dont les ventes « étaient alors insuffisantes, voire inexistantes ».

### Les autres albums
À la demande de l'éditeur Michel Deligne, Jacques Géron redessine entièrement l'épisode Échec à la Main Noire initialement réalisé par Forton, paru dans le quotidien belge néerlandophone Het Laatste Nieuws, et dont les planches étaient perdues, ; l’épisode redessiné est ensuite publié en album en 1992 par Claude Lefrancq, auquel Deligne avait cédé les droits.
À l'occasion de la réédition des premiers épisodes de la série par Claude Lefrancq, Dino Attanasio réalise un dernier épisode en 1994 en retravaillant l’adaptation d'un roman d’Henri Vernes publié en 1954, La Galère engloutie.
En 2015, à la demande des Éditions Joe, Gérald Forton réalise également un ultime épisode de Bob Morane, sur un scénario inédit de Stephan Borrero sans lien avec Henri Vernes : Dans l’ombre du cartel,.

### La renaissance avortée
Le Lombard décide de relancer la série sous la forme d'un reboot. Les droits de la série sont alors détenus par Claude Lefrancq depuis qu'Henri Vernes les lui a cédés en 2010 au travers de la société Bob Morane Inc., dirigée par Claude Lefrancq et Claude Decnop (avec laquelle Vernes est d'ailleurs alors en procès), qui donne son accord. L'éditeur sollicite également l'accord d'Henri Vernes, détenteur du droit moral sur ses personnages, qui ne semble pas hostile à l'idée : « J’ai d’abord été content que quelque chose soit enfin décidé pour relancer cette série, car cela faisait longtemps que plus rien n’avait été fait pour elle ». Il est décidé de relancer la série sans Henri Vernes au scénario afin de la moderniser puisque Bob Morane devient un Casque bleu en mission, se trouvant au cœur d'enjeux géopolitiques contemporains. Gauthier Van Meerbeeck, le nouveau directeur éditorial du Lombard, rejette ainsi le projet de reprise, qu'il estime trop respectueux de l'univers d'Henri Vernes, antérieurement présenté à son prédécesseur Arnaud de la Croix par Christophe Bec, lequel se retire du projet (il remaniera cette histoire pour en faire le scénario des deux premiers tomes de la série Lancaster publiés en 2013 et 2014 chez Glénat). Gauthier Van Meerbeeck met alors un nouveau projet en route avec Luc Brunschwig, qui avait travaillé sur le précédent avec Christophe Bec, lequel Brunschwig souhaite collaborer avec Aurélien Ducoudray. Le dessin est confié à Dimitri Armand, qui travaille alors sur le western Sykes pour le Lombard. Après avoir lu le premier tome, Henri Vernes annonce son mécontentement et demande que l'album ne sorte pas, ce que Gauthier Van Meerbeeck refuse.
Henri Vernes s'est montré très dur envers ce reboot : « J’ai trouvé le résultat médiocre », « On a complètement changé les personnages […] Quant au scénario, il est écrit par des personnes qui ne savent pas écrire. Je ne compte pas le nombre de séquences où il ne se passe rien ».
Après la parution de deux tomes constituant un diptyque, Le Lombard annonce qu'il met fin à sa collaboration avec les scénaristes Luc Brunschwig et Aurélien Ducoudray en indiquant que, malgré le succès commercial, il n'existe pas de « relation de confiance et de respect mutuels avec les auteurs » dès lors qu'« aucun dialogue sur le déroulement du récit n’a pu être amorcé » et que la série se poursuivrait avec Dimitri Armand,, ce que ce dernier confirme en annonçant la parution d'un nouvel album pour 2018, qui n'est jamais sorti.

### La seconde renaissance
Au mois de mai 2019, les éditions Soleil annoncent leur reprise de Bob Morane, confiée à  Christophe Bec — dont le projet avait été refusé par Le Lombard en 2011 — et Éric Corbeyran pour le scénario et à Paolo Grella pour le dessin. Cette reprise chez un nouvel éditeur officialise l'arrêt définitif de la série au Lombard. Le premier album est alors annoncé pour la fin de l'année 2020 sous le titre Les 100 Démons de l’Ombre Jaune La sortie est ensuite repoussée à septembre 2021 après prépublication dans L'Immanquable à partir de juin 2021.
La sortie de l'album Les 100 Démons de l’Ombre Jaune représente un véritable aboutissement pour Christophe Bec qui a découvert la bande dessinée réaliste avec Bob Morane et particulièrement L'Empreinte du Crapaud, « un incroyable choc visuel » qui a éveillé en lui la vocation d'auteur de bandes dessinées.
Après une rencontre avec le secrétaire d'Henri Vernes qui lui annonce que la série dessinée par Coria va être abandonnée par Le Lombard, Christophe Bec murit l'idée de présenter un projet Bob Morane à l'éditeur, avec Bernard Khattou au dessin, projet alors accepté par le directeur éditorial Arnaud de la Croix, puis refusé par son successeur Gauthier Van Meerbeeck. Par la suite, il propose au Lombard un projet dont il serait le dessinateur et dont le scénario serait assuré par Tome, lequel renonce au projet. Christophe Bec cherche un nouveau scénariste et s'adresse à Luc Brunschwig, qui décide de réaliser un reboot, à l'opposé de sa propre vision ce qui l'amène à abandonner le projet, Brunschwig étant alors choisi pour lancer la série Renaissance.
Le secrétaire d'Henri Vernes l'encourageant régulièrement à penser à un projet Bob Morane, Christophe Bec décide, après l'arrêt du reboot Renaissance, de présenter un nouveau projet au Lombard, en association avec Éric Corbeyran, également amateur de Bob Morane, qui possède la même culture populaire que lui et qui pouvait apporter sa science de feuilletoniste au scénario, mais l'éditeur décide de ne plus exploiter le personnage. Jean Wacquet, directeur éditorial aux éditions Soleil qui édite d'autres séries de Christophe Bec, indique alors à ce dernier que Guy Delcourt, qui a racheté la maison d'édition, est un grand amateur de Bob Morane et serait prêt à publier de nouveaux albums. Après de longues négociations avec les ayants droit, le projet est validé, y compris par Henri Vernes, Guy Delcourt imposant comme seule obligation la présence dans le scénario du personnage de L’Ombre Jaune. Christophe Bec suggère de confier le dessin à Paolo Grella, dont il a apprécié le travail sur la série Libertalia, choix validé par l'éditeur après quelques ajustements de style graphique afin de situer les nouveaux albums dans la continuité du travail de William Vance.
Pour cette nouvelle série composées de one shots, Christophe Bec choisit une ligne à la fois vintage et moderne (« ce n’est pas parce que c’est vintage que c’est vieillot ») en privilégiant une intrigue plus rythmée avec « un double référencement : à la série anthologique, et à la culture populaire » et « l’idée de contextualiser le récit dans une époque donnée, un contexte historique fort ».
La première histoire, parue en 2021 et située pendant la guerre d'Indochine, met Bob Morane et Bill Ballantine aux prises avec les guerrières clonées de l'Ombre Jaune, la seconde histoire, parue en 2022, met en scène des dinosaures et une troisième est en projet, située à Macao.

### Illustrations
René Follet, qui avait illustré les couvertures des romans réédités chez Lefrancq et Nautilus, a également dessiné chez cet éditeur quelques couvertures des albums dessiné par Gérald Forton. Par la suite, Patrice Sanahujas a réalisé les illustrations de couverture des bandes dessinées publiées par Lefrancq.

### Adaptations
- L’Espion aux cent visages : film produit en 1960 par Belgavidéo, avec Jacques Santi incarnant Bob Morane et Billy Kearns iinterprétant Bill Ballantine, qui ne fit l’objet que d’une seule représentation le dimanche 8 janvier 1961, au cinéma Scala de Bruxelles et est considéré comme perdu à la suite de la destruction de l’unique copie pendant l’incendie de Belgavidéo[25].
- Bob Morane ou Les Aventures de Bob Morane : série télévisée française en 26 épisodes de 26 minutes, en noir et blanc, réalisée par Robert Vernay, diffusée à partir du 28 mars 1965 sur la deuxième chaîne de l'ORTF et rediffusée en 1972 sur la première chaîne de l'ORTF, en 1988 sur la Cinq et en 1989 sur Antenne 2[26].

- Bob Morane : série télévisée d'animation franco-canadienne en 26 épisodes de 25 minutes diffusée à partir 2 septembre 1998 sur Canal+ et rediffusée à partir du 7 septembre 1999 sur France 3 puis de nouveau sur Canal+.

- L’Aventurier : projet annulé de film de Christophe Gans envisagé avec Roch Voisine en 2001[27],[26]
- Bob Morane : projet inabouti de film du producteur québécois Christian Larouche envisagé avec Jean Dujardin en 2014[28]
- Bob Morane : série de jeux vidéo d'action-aventure éditée entre 1987 et 1988 par Infogrames sur ordinateurs personnels

## Publication

### Revues
La série a été pré-publiée entre 1959 et 1993 dans les périodiques suivants :
| Dessin de Dino Attanasio      |           |                 |                                                                                              |
| Titre                         | Année     | no              | Commentaire                                                                                  |
| L’Oiseau de feu               | 1959      | nos 733 à 762   |                                                                                              |
| Le Secret de l’Antarctique    | 1959      | nos 763 à 792   |                                                                                              |
| La Terreur verte              | 1960      | nos 796 à 825   | annonces dans les nos 794 et 795                                                             |
| Les Tours de cristal          | 1961      | nos 832 à 861   |                                                                                              |
| Le Collier de Çiva            | 1961-1962 | nos 865 à 892   |                                                                                              |
| Dessin de Gérald Forton       |           |                 |                                                                                              |
| Titre                         | Année     | no              | Commentaire                                                                                  |
| La Piste de l’ivoire          | 1962      | nos 901 à 930   |                                                                                              |
| Le Mystère de la zone “Z”     | 1963      | nos 931 à 958   |                                                                                              |
| La Vallée des crotales        | 1963-1964 | nos 959 à 986   |                                                                                              |
| L’Épée du Paladin             | 1964-1965 | nos 1017 à 1043 | annonce dans le no 1016                                                                      |
| Le Secret des sept temples    | 1965      | nos 1044 à 1070 |                                                                                              |
| L’Île du passé                | 1965-1966 | nos 1071 à 1095 |                                                                                              |
| L’Ennemi sous la mer          | 1966      | nos 1096 à 1117 |                                                                                              |
| Les Masques de soie           | 1966-1967 | nos 1118 à 1140 |                                                                                              |
| Les loups sont sur la piste   | 1967      | nos 1142 à 1162 | annonce dans le no 1141 planches 25 et 26 dessinées par William Vance                        |
| Dessin de William Vance       |           |                 |                                                                                              |
| Titre                         | Année     | no              | Commentaire                                                                                  |
| Les Contrebandiers de l’atome | 1968      | nos 1203 à 1224 | page de présentation dans le no 1202                                                         |
| Les Fils du dragon            | 1968-1969 | nos 1225 à 1246 |                                                                                              |
| Rendez-vous à nulle part      | 1969      | nos 1247 à 1268 | publié en album sous le titre La Ville de nulle part                                         |
| L’Archipel de la terreur      | 1969-1970 | nos 1269 à 1294 |                                                                                              |
| Les Yeux du brouillard        | 1970      | nos 1295 à 1316 |                                                                                              |
| Les Sept Croix de plomb       | 1970-1971 | nos 1317 à 1341 |                                                                                              |
| Guérilla à Tumbaga            | 1971      | nos 1342 à 1363 |                                                                                              |
| La Prisonnière du temps       | 1971      | nos 1364 à 1385 | page d'annonce dans le no 1363 publié en album sous le titre La Prisonnière de l’Ombre Jaune |
| L’Œil du samouraï             | 1972      | nos 1409 à 1431 |                                                                                              |
| Panne sèche à Serado          | 1972-1973 | nos 1492 à 1513 |                                                                                              |
| Les Géants de Mû              | 1973-1974 | nos 1492 à 1513 |                                                                                              |
| Le Temple des dinosaures      | 1975      | nos 1563 à 1585 | annonce dans le no 1562                                                                      |

| Dessin de Dino Attanasio |       |                     |                         |
| Titre                    | Année | no                  | Commentaire             |
| L’Oiseau de feu          | 1960  | nos S2/216 à S2/245 | couverture du no S2/233 |

| Dessin de Gérald Forton      |       |               |                                                                                             |
| Titre                        | Année | no            | Commentaire                                                                                 |
| La Rivière des perles        | 1965  | nos 288 à 292 | couverture du no 288                                                                        |
| La Couronne de Golconde      | 1965  | nos 294 à 298 |                                                                                             |
| La Chasse aux dinosaures     | 1965  | nos 313 à 317 | couverture du no 315 dessinée par Antonio Parras                                            |
| La Malédiction de Nosferat   | 1967  | nos 386 à 390 | couverture du no 386 dessinée par Antonio Parras                                            |
| Dessin de William Vance      |       |               |                                                                                             |
| Titre                        | Année | no            | Commentaire                                                                                 |
| Opération chevalier noir     | 1969  | nos 481 à 502 | couverture du no 481 dessinée par Yves Thos couverture du no 491 dessinée par William Vance |
| Les Poupées de l’ombre jaune | 1970  | nos 545 à 566 | couverture du no 545 dessinée par William Vance                                             |

| Dessin de William Vance         |       |                    |                             |
| Titre                           | Année | no                 | Commentaire                 |
| Les Sortilèges de l’Ombre Jaune | 1975  | nos 1 à 14         |                             |
| Les Bulles de l’Ombre Jaune     | 1977  | nos 79 à 89        | couverture du no 79         |
| L’Empreinte du Crapaud          | 1978  | nos 137 à 149      | couverture du no 139        |
| L’Empereur de Macao             | 1979  | nos 176 à 189      | couverture du no 176        |
| Dessin de Coria                 |       |                    |                             |
| Titre                           | Année | no                 | Commentaire                 |
| Opération Wolf                  | 1979  | nos 211 à 226      | couverture du no 211        |
| Commando Épouvante              | 1980  | nos 249 à 262      | couverture du no 249        |
| Les Guerriers de l’Ombre Jaune  | 1981  | nos 289 à 297      | couverture du no 289        |
| Service secret soucoupes        | 1981  | nos 318 à 325      |                             |
| Le Président ne mourra pas      | 1982  | nos 352 à 359      |                             |
| Les Chasseurs de dinosaures     | 1983  | nos 387 à 395      | couverture du no 387        |
| Une rose pour l’Ombre Jaune     | 1983  | nos 432 à 440      |                             |
| Un collier pas comme les autres | 1984  | Super Tintin no 25 | récit complet de 8 planches |
| La Guerre des baleines          | 1984  | nos 478 à 486      | couverture du no 479        |
| Le Réveil de Mamantu            | 1985  | nos 522 à 530      | couverture du no 522        |
| Les Fourmis de l’Ombre Jaune    | 1986  | nos 549 à 558      | couverture du no 549        |
| Le Dragon des Fenstone          | 1987  | nos 591 à 600      | couverture du no 591        |
| Les Otages de l’Ombre Jaune     | 1987  | nos 622 à 631      | couverture du no 622        |
| Snake                           | 1988  | nos 650 à 659      |                             |

| Dessin de Coria     |       |               |                             |
| Titre               | Année | no            | Commentaire                 |
| Le Masque de Jade   | 1990  | nos 39 à 50   | couverture des nos 39 et 47 |
| Trois petits singes | 1991  | nos 83 à 91   | couverture du no 83         |
| Le Jade de Séoul    | 1992  | nos 154 à 163 | couverture du no 154        |
| La Cité des rêves   | 1993  | nos 182 à 191 | couverture du no 182        |

### Albums

#### Éditions Marabout
scénario d'Henri Vernes, dessin de Dino Attanasio
1. Bob Morane et l’Oiseau de feu (1960)
2. Bob Morane et le Secret de l’Antarctique (1962)
3. Bob Morane et les Tours de cristal (1962)
4. Bob Morane et le Collier de Çiva (1963)
5. Bob Morane contre la terreur verte (1963)

scénario d'Henri Vernes, dessin de Gérald Forton
1. Bob Morane et la Vallée des crotales (1964)

#### Dargaud
Dargaud (en France) et les Éditions du Lombard (en Belgique) reprennent la numérotation à compter du tome 8 à la suite de celle des éditions Marabout, le tome 7 étant ensuite réédité en 1969.
scénario d'Henri Vernes, dessin de Gérald Forton
1. L’Épée du paladin (1967)
2. Le Secret des 7 temples (1968)

À partir de 1969 et de la reprise de la série par William Vance, la numérotation interne de l’éditeur change pour les rééditions d’albums dessinés par Forton.
scénario d'Henri Vernes, dessin de William Vance sauf pour les rééditions
1. La Vallée des crotales (réédition du tome 7 des éditions Marabout, 1969)
2. Opération Chevalier Noir (1969)
3. Le Mystère de la zone “Z” (réédition du tome 6 des éditions Marabout, dessin de Gérald Forton, 1970)
4. Les poupées de l’Ombre jaune (1970)
5. Les Fils du dragon (1971)
6. Les Yeux du brouillard (1971)
7. La Prisonnière de l’Ombre jaune (1972)
8. L’Archipel de la terreur (1972)
9. La Ville de nulle part (1973)
10. L’Œil du samouraï (1973)
11. Les Contrebandiers de l’atome (1974)
12. Guérilla à Tumbaga (1974)

Certains de ces albums ont également été publiés dans la collection « 16/22 »
- L’Épée du paladin (collection 16/22 no 3, 1977)
- Les Poupées de l’Ombre jaune (collection 16/22 no 12, 1977)
- Le Secret des 7 temples (collection 16/22 no 20, 1977)
- Les Fils du dragon (collection 16/22 no 30, 1978)

#### Le Lombard
avec une nouvelle numérotation

scénario d'Henri Vernes, dessin de William Vance
1. Les Géants de Mû (1975)
2. Panne sèche à Serado (1975)
3. Les Sept Croix de plomb (1976)
4. Les Sortilèges de l’Ombre jaune (1976)
5. Le Temple des dinosaures (1977)
6. Les Bulles de l’Ombre jaune (1978)

scénario (d'après un roman d'Henri Vernes) et dessin de William Vance, couleurs Petra
1. L’Empreinte du Crapaud (1979)
2. L’Empereur de Macao (1980)

scénario d'Henri Vernes, dessin de Coria
1. Opération Wolf (1980)
2. Commando Épouvante (1981)
3. Les Guerriers de l’Ombre jaune (1982)
4. Service secret soucoupes (1982)
5. Le Président ne mourra pas (1983)
6. Les Chasseurs de dinosaures (1984)
7. Une rose pour l’Ombre jaune (1984)
8. La Guerre des baleines (1985)
9. Le réveil du Mamantu (1986)
10. Les Fourmis de l’Ombre jaune (1987)
11. Le Dragon des Fenstone (1988)
12. Les Otages de l’Ombre jaune (1988)
13. Snake (1989)

1. Le Tigre des lagunes (1989)
2. Le Temple des crocodiles (1990)
3. Le Masque de jade (1990)
4. Trois petits singes (1991)
5. Le Jade de Séoul (1992)
6. La Cité des rêves (1993)
7. L’Arbre de l’Éden (1994)
8. Un parfum d’Ylang-Ylang (1995)
9. Alias M.D.O. (1996)
10. L’Anneau de Salomon (1997)
11. La Vallée des brontosaures (1997)
12. La Revanche de l’Ombre jaune (1998)[33]
13. Le Châtiment de l’Ombre jaune (1999)
14. Yang = Yin (2000)
15. Le Pharaon de Venise (2001)
16. L’Œil de l’Iguanodon (2002)
17. Les Déserts d’Amazonie (2003)
18. La Panthère des hauts-plateaux (2004)
19. L’Exterminateur (2005)
20. Les Larmes du soleil (2005)
21. La guerre du Pacifique n’aura pas lieu 1re partie (2006)
22. La guerre du Pacifique n’aura pas lieu 2e partie (2007)
23. Les Berges du temps (2008)
24. Les Dents du tigre 1re partie (2009)
25. Les Dents du tigre 2e partie (2010)
26. El Matador (2011)
27. Sur la piste de Fawcett (2012)

#### Michel Deligne
Éditions en noir et blanc des récits écrits par Henri Vernes et dessinés par Gérald Forton parus initialement dans Femmes d’Aujourd'hui et Pilote.
HS. Les tours de cristal - tome 3 - Dino Attanasio trente années de bandes dessinées (1979)
1. Les loups sont sur la piste + La Malédiction de Nosférat (1979)
2. La Piste de l’ivoire (1979)
3. L’Île du passé (1979)
4. L’Ennemi sous la mer (1979)
5. Les Masques de soie (1979)
6. La Rivière de perles + La Couronne de Golconde, (1980)

#### Claude Lefrancq
- scénario d'Henri Vernes, dessin de Dino Attanasio

1. L’Oiseau de feu (réédition du tome 1 des éditions Marabout, 1989)
2. Le Secret de l’Antarctique (réédition du tome 2 des éditions Marabout, 1989)
3. La Terreur verte (réédition du tome 5 des éditions Marabout, 1989)
4. Les Tours de cristal (réédition du tome 3 des éditions Marabout, 1990)
5. Le Collier de Çiva (réédition du tome 4 des éditions Marabout, 1989)

- scénario d'Henri Vernes, dessin de Gérald Forton, couleur studio Leonardo

1. La Piste des éléphants (réédition avec nouveau titre du tome 2 des éditions Deligne La Piste de l’ivoire, 1991)

- scénario d'Henri Vernes, dessin signé de Gérald Forton (mais en réalité, pour Échec à la Main Noire, de Jacques Géron qui a redessiné le récit de Gérald Forton), couleurs de Natacha Severin

1. Échec à la Main Noire + La Rivière de perles (1992)

- scénario d'Henri Vernes, dessin de Gérald Forton

1. La Vallée infernale (1993)
2. La Chasse aux dinosaures + La Couronne de Golconde (1993)

- scénario d'Henri Vernes, dessin de Dino Attanasio

1. La Galère engloutie (1994)

- scénario d'Henri Vernes, dessin de Gérald Forton

1. L’Île du passé (1995)
2. L’Ennemi sous la mer (1995)
3. Les Masques de soie (1996)
4. Le Club des longs couteaux (1996)
5. La Malédiction de Nosférat + Les Loups sont sur la piste (1997)

#### Dargaud-Le LombardIntégrale
| scénario d'Henri Vernes, dessin de William Vance 1. Atome et Brouillard (1995) reprend Opération Chevalier Noir, Les Contrebandiers de l’atome et Les Yeux du brouillard 2. Ombre Jaune et Dragons (1995) reprend Les Guerriers de l’Ombre jaune, Les Poupées de l’Ombre jaune et Les Fils du dragon 3. Monsieur Ming et l'Empereur (1996) reprend Les Sortilèges de l’Ombre jaune, Les Bulles de l’Ombre jaune et L’Empereur de Macao 4. Terreur et Samouraï (1996) reprend L’Archipel de la terreur, La Ville de nulle part et L’Œil du samouraï 5. Géants et Dinosaures (1998) reprend Les Géants de Mû, Le Temple des dinosaures et L’Empreinte du Crapaud 6. Guérillas et Pirates (1999) reprend Panne sèche à Serado, Les Sept Croix de plomb et Guérilla à Tumbaga scénario d'Henri Vernes, dessin de Coria 1. Animaux fantastiques (2000) reprend Opération Wolf, La Guerre des baleines et Le réveil du Mamantu 2. Tigres et Dragons (2001) reprend La Cité des rêves, Le Tigre des lagunes et Le Dragon des Fenstone | 1. Épouvante et Soucoupes (2001) reprend Commando Épouvante, Trois petits singes et Service secret soucoupes 2. L'Empereur et le Président (2001) reprend Le Président ne mourra pas, Les Guerriers de l’Ombre jaune et Les Otages de l’Ombre jaune 3. Fourmis et Dinosaures (2002) reprend Les Chasseurs de dinosaures, Une rose pour l’Ombre jaune et Les Fourmis de l’Ombre jaune 4. Miss Ylang-Ylang s'en-va-t'en-guerre (2003) reprend Le Jade de Séoul, Un parfum d’Ylang-Ylang et Alias M.D.O. 5. Golems, Tombeaux et Momies (2003) reprend L’Arbre de l’Éden, L’Anneau de Salomon et Le Pharaon de Venise 6. Reptiles et Triades (2003) reprend Le Temple des crocodiles, La Vallée des brontosaures et Yang = Yin 7. Tibet et Ombre Jaune (2003) reprend Le Masque de jade, La Revanche de l’Ombre jaune et Le Châtiment de l’Ombre jaune 8. Reptiles et Amazonie (2004) reprend Snake, L’Œil de l’Iguanodon et Les Déserts d’Amazonie |

#### Loup
- scénario d'Henri Vernes, dessin de Dino Attanasio

1. L’Oiseau de feu (réédition du tome 1 des éditions Marabout) + Alerte au V1 (2003)

- scénario d'Henri Vernes, dessin de Coria

1. Flashback (2002 Version luxe, signée et numérotée 200 exemplaires + 1 EL + 8 planches de croquis
2. Flashback (2002)
3. Flashback II (2003)Version luxe, signée et numérotée à 225 exemplaires, augmentée de 8 pages inédites et accompagnée d'un ex-libris.
4. Flashback II (épisode Retour au Crétacé, 2003)

- scénario d'Henri Vernes, dessin de Gérald Forton

1. Objectif Equus (2003)
2. Les Mangeurs d’âmes (2005)

#### Le LombardIntégrale Bob Morane nouvelle version
Réédition en ordre chronologique de l'intégralité des épisodes de la série en 17 tomes édités entre 2015 et 2021.

| - scénario d'Henri Vernes, dessin de Dino Attanasio 1. Intégrale 1 (2015) reprend Bob Morane et l’Oiseau de feu, Bob Morane et le Secret de l'Antarctique et Bob Morane contre la terreur verte - scénario d'Henri Vernes, dessin de Dino Attanasio et Gérald Forton 1. Intégrale 2 (2016) reprend Bob Morane et les Tours de cristal, Bob Morane et le Collier de Çiva et La Piste de l’ivoire - scénario d'Henri Vernes, dessin de Gérald Forton 1. Intégrale 3 (2016) reprend Échec à la Main Noire, Bob Morane et le Mystère de la zone Z, Bob Morane et la Vallée des crotales et L'Épée du paladin 2. Intégrale 4 (2016) reprend Le Secret des sept temples, La Rivière de perles, La Couronne de Golconde, La Chasse aux dinosaures et La Malédiction de Nosferat 3. Intégrale 5 (2017) reprend L'Île du passé, L'Ennemi sous la mer, Les Masques de soie et Les Loups sont sur la piste - scénario d'Henri Vernes, dessin de William Vance 1. Intégrale 6 (2017) reprend Les Contrebandiers de l’atome, Les Fils du dragon, Opération Chevalier Noir, La Ville de nulle part et L’Archipel de la terreur 2. Intégrale 7 (2017) reprend Les Yeux du brouillard, Les Poupées de l’Ombre Jaune, Les Sept croix de plomb, Guérilla à Tumbaga et La Prisonnière de l’Ombre Jaune 3. Intégrale 8 (2018) reprend L’Œil du samouraï, Panne sèche à Serado, Les Géants de Mu, Le Temple des Dinosaures et Les Sortilèges de l’Ombre Jaune | - scénario d'Henri Vernes, dessin de William Vance et Coria 1. Intégrale 9 (2018) reprend Les Bulles de l’Ombre Jaune, L'Empreinte du crapaud, L'Empereur de Macao, Opération Wolf et Commando Épouvante - scénario d'Henri Vernes, dessin de Coria 1. Intégrale 10 (2018) reprend Les Guerriers de l’Ombre Jaune, Service secret soucoupes, Le Président ne mourra pas, Les Chasseurs de dinosaures et Une rose pour l’Ombre Jaune 2. Intégrale 11 (2019) reprend La Guerre des baleines, Le Réveil du Mamantu, Les Fourmis de l’Ombre Jaune, Le Dragon des Fenstone et une histoire courte de 8 planches, Un collier pas comme les autres 3. Intégrale 12 (2019) reprend Les Otages de l’Ombre Jaune, La Cité des Rêves, Le Temple des crocodiles, Le Masque de jade et Snake 4. Intégrale 13 (2019) reprend Trois petits singes, Le Jade de Séoul, Le Tigre des Lagunes, L’Arbre de l’Éden et Un parfum d’Ylang Ylang 5. Intégrale 14 (2020) reprend Alias M.D.O., L’Anneau de Salomon, La Vallée des brontosaures, La Revanche de l’Ombre Jaune et Le Châtiment de l’Ombre Jaune 6. Intégrale 15 (2020) reprend Yang = Yin, Le Pharaon de Venise, L′Œil de l'iguanodon, Les Déserts de l'Amazonie, La Panthère des hauts plateaux 7. Intégrale 16 (2020) reprend L’Exterminateur, Les Larmes du soleil, La Guerre du Pacifique n'aura pas lieu 1 & 2, Les Berges du temps 8. Intégrale 17 (2021) reprend Les Dents du tigre 1 & 2, El Matador, Sur la piste de Fawcett |

#### Le LombardsérieBob Morane Renaissance
scénario de Luc Brunschwig et Aurélien Ducoudray, dessin de Dimitri Armand, couleurs d'Hugo Fasio
1. Les Terres rares (2015)
2. Le Village qui n'existait pas (2016)

#### Éditions Joe
scénario de Gérald Forton et Stephan Borrero, dessin de Gérald Forton, couleurs de Gérard Berthelot
1. Dans l’ombre du cartel (2015)

#### Soleil
scénario de Christophe Bec et Éric Corbeyran, dessin de Paolo Grella, couleurs de Sébastien Gérard
1. Les 100 Démons de l'Ombre Jaune (2021)
2. Les Prisonniers du temps (2022)
3. Ozymandias le Grand (2025)

#### Divers
- Les loups sont sur la piste - La Couronne de Golconde (réédition, Parallax, 1986)
- Les Tours de cristal (réédition, Récréabull, 1987)
- La Chasse au dinosaures - La Rivière des perles (réédition, Parallax, 1988)
- Alerte aux V1 (éd. L’Âge d’Or, 1992)
- Le Lagon aux requins (éd. Nautilus, 2000)
- Bob Morane T.1-3 : recueils d’illustrations des romans Marabout Junior (Point Image, 2000-2002)
- Les Périls d’Ananké (éd. Miklo, 2004)
- Les Murailles d’Ananké (éd. Ananké, 2005)
- Voyage au centre de la terre (éd. Miklo, 2006)
- Les Caves d'Ananké (éd. L'Âge d'Or, 2015)

## Collection chez les marchands de journaux
En novembre 2012, les éditions Altaya sortent en association avec le journal L'équipe une collection intitulée La Collection Bob Morane. Disponible tous les quinze jours chez les marchands de journaux. Les albums sont présentés en grand format relié avec une frise de collection dessinée par William Vance. Pour les abonnés, sont offerts trois tirés à part, un carnet exclusif Bob Morane et une reproduction de la Jaguar Type E en 1/43. 60 numéros au total sont parus.
- N°1 (30 novembre 2012) : Le Mystère de la Zone Z
- N°2 (7 décembre 2012) : La Vallée des crotales
- N°3 (15 décembre 2012) : L’Épée du Paladin
- N°4 (24 décembre 2012) : Le Secret des 7 temples
- N°5 (29 décembre 2012) : Opération Chevalier Noir
- N°6 (5 janvier 2013) : Les Poupées de l’Ombre Jaune
- N°7 (12 janvier 2013) : Les Fils du Dragon
- N°8 (19 janvier 2013) : Les Yeux du brouillard
- N°9 (26 janvier 2013) : La Prisonnière de l’Ombre Jaune
- N°10 (2 février 2013) : L’Archipel de la peur
- N°11 (16 février 2013) : La Ville de nulle part
- N°12 (16 février 2013) : L’Œil du samuraï
- N°13 (23 février 2013) : Les Contrebandiers de l’atome
- N°14 (9 mars 2013) : Guérilla à Tumbaga
- N°15 (9 mars 2013) : Les Géants de Mu
- N°16 (23 mars 2013) : Panne sèche à Serado
- N°17 (23 mars 2013) : Les Sept Croix de plomb
- N°18 (30 mars 2013) : Les Sortilèges de l’Ombre Jaune
- N°19 (6 avril 2013) : Le Temple des dinosaures
- N°20 (13 avril 2013) : Les Bulles de l’Ombre Jaune
- N°21 (20 avril 2013) : L’Empreinte du crapaud
- N°22 (27 avril 2013) : L’Empereur de Macao
- N°23 (5 mai 2013) : Opération Wolf
- N°24 (11 mai 2013) : Commando Épouvante
- N°25 (25 mai 2013) : Les Guerriers de l’Ombre Jaune
- N°26 (1er juin 2013) : Service secret soucoupes
- N°27 (1er juin 2013) : Le Président ne mourra pas
- N°28 (8 juin 2013) : Les Chasseurs de dinosaures
- N°29 (22 juin 2013) : Une rose pour l’Ombre Jaune
- N°30 (26 juin 2013) : La Guerre des baleines
- N°31 (18 juillet 2013) : Le Réveil du Mamantu
- N°32 (20 juillet 2013) : Les Fourmis de l’Ombre Jaune
- N°33 (26 juillet 2013) : Le Dragon des Fenstone
- N°34 (26 juillet 2013) : Les Otages de l’Ombre Jaune
- N°35 (1er août 2013) : Snake
- N°36 (9 août 2013) : Le Tigre des lagunes
- N°37 (24 août 2013) : Le Temple des crocodiles
- N°38 (31 août 2013) : Le Masque de jade
- N°39 (7 septembre 2013) : 3 petits singes
- N°40 (14 septembre 2013) : Le Jade de Séoul
- N°41 (24 septembre 2013) : La Cité des rêves
- N°42 (30 septembre 2013) : L’Arbre de l’Éden
- N°43 (14 octobre 2013) : Un parfum d’Ylang Ylang
- N°44 (14 octobre 2013) : Alias M.D.O.
- N°45 (26 octobre 2013) : L’Anneau de Salomon
- N°46 (2 novembre 2013) : La Vallée des brontosaures
- N°47 (8 novembre 2013) : La revanche de l’Ombre Jaune
- N°48 (13 novembre 2013) : Le châtiment de l’Ombre Jaune
- N°49 (20 novembre 2013) : Yang = Yin
- N°50 (23 novembre 2013) : Le Pharaon de Venise
- N°51 (4 décembre 2013) : L’Œil de l’Iguanodon
- N°52 (13 décembre 2013) : Les Déserts d’Amazonie
- N°53 (29 décembre 2013) : La Panthère des hauts-plateaux
- N°54 (29 décembre 2013) : L’Exterminateur
- N°55 (31 décembre 2013) : Les Larmes du soleil
- N°56 (10 janvier 2014) : La guerre du Pacifique n'aura pas lieu, 1re partie
- N°57 (22 janvier 2014) : La guerre du Pacifique n'aura pas lieu, 2e partie
- N°58 (29 janvier 2014) : Les Berges du temps
- N°59 (1er février 2014) : Les Dents du Tigre, 1re partie
- N°60 (12 février 2014) : Les Dents du Tigre, 2e partie

## Autour de l’œuvre
- Indochine a composé une chanson consacrée à cette bande dessinée, intitulée L’Aventurier.
- Bob Marone, série de bande dessinée créé par Yann et Conrad dans les années 1980, qui parodie les aventures de Bob Morane et représente « Bob Marone » et « Bill Gallantine » comme un couple d'homosexuels.

#### Livres
- Stéphane Caluwaerts et Yann, Henri Vernes : à propos de 50 ans d'aventures, éditions À Propos, 2003.
- Jacques Dieu, Bob Morane et Henri Vernes, Glénat, 1990.
- Jacques Dieu, Henri Vernes, l’album : 50 ans d’aventures avec Bob Morane, Éditions l’Âge d’or, 2003.
- Bernard Marle, Bob Morane et Henri Vernes : un double phénomène, IDE, 1995.
- Pascal Roman, Depuis 50 ans le monde est son royaume, Horizon BD, coll. « Anniversaire », 2003.
- Francis Valéry, Bob Morane, éditions …Car rien n'a d'importance, 1994.
- Henri Vernes, Bob Morane et moi… 50 ans d'aventures, éditions Ananké, 2004
- Daniel Fano, Henri Vernes et Bob Morane, une double vie d'aventures, éditions Le Castor Astral, 2007
- Patrick Gaumer et Claude Moliterni, Dictionnaire mondial de la bande dessinée - Bob Morane, page 78, Larousse, 1994
- Henri Filippini, « Bob Morane », dans Dictionnaire encyclopédique des héros et auteurs de BD, Opera Mundi, 1999 (ISBN 9782723427852), p. 390
- BDM 2013-2014, pages 153 à 155

#### Revues
- dBD no 98, interviews d'Henri Vernes et Gauthier Van Meerbeeck, novembre 2015
- Yann (interviewé), Jean Dufaux (interviewé) et Jean-Pierre Fuéri, « L'aventurier de l'âge perdu », BoDoï, no 71,‎ février 2004, p. 70-71.
- Christophe Bec (interviewé) et Frédéric Bosser, « L'Aventure Bob Morane, et si c'était la bonne ? », L'Immanquable,‎ juin 2021, p. 12-14 (ISSN 1951-4050)

#### Presse
- Olivier Mimran, « Comment Bob Morane est devenu éternel », 20 minutes,‎ 28 octobre 2015 (lire en ligne)
- « Corbeyran : « Bob Morane est dans mon ADN » », Sud Ouest,‎ 19 mars 2021 (lire en ligne)